# Le Rouge-Gorge
Le Rouge-Gorge est un vaudeville en 1 acte d'Eugène Labiche, représenté pour la 1re fois à Paris sur le Théâtre du Vaudeville le 9 décembre 1859.
- Collaborateur Adolphe Choler.
- Editions Librairie Théâtrale.

## Distribution
| Acteurs et actrices ayant créé les rôles |                   |
| Personnage                               | Acteur ou actrice |
| Monsieur Jules                           | Saint-Germain     |
| Bodin, propriétaire                      | M. Chaumont       |
| Jouvence, sous le nom de Saint-Azor      | M. Boisselot      |
| Ernest Dardel, architecte                | M. Joliet         |
| Plumasse, domestique de Bodin            | M. Armand         |
| Emma, fille de Bodin                     | Mlle Grémilly     |